# 2009 ワールド・ベースボール・クラシック 韓国代表
2009 ワールド・ベースボール・クラシック 韓国代表（2009 - かんこくだいひょう）は、2009年に開催された第2回ワールド・ベースボール・クラシックに出場した、野球の韓国代表チームである。決勝戦で日本に敗れ、準優勝に終わった。

## 代表選考

### 選考経過

#### 1次候補
2008年12月1日に予備エントリーとなる45人の1次候補を発表。その中には兵役を逃れるため帰化を通じて韓国国籍を放棄してアメリカの国籍を取得した白嗟承（ペク・チャスン、サンディエゴ・パドレス）も含まれており、物議を醸した。
さらに、2008年12月26日に1次発表の45人から2人を外して投手でヒーローズの黄斗盛（ファン・ドゥソン）と起亜タイガースの韓基周（ハン・ギジュ）を45人のエントリーに追加。白嗟承はこの時45人の枠から外された。また黄斗盛が含まれた32人の2次候補を発表した。この2次候補はWBCのルールで定められたものではなく、合宿参加の対象になる選手を発表したものだった。WBCのルールでは2009年の1月16日までに45人の予備エントリーだけ主催側に提出すればよいので、発表しなくてもかまわなかったが、事実上このメンバーが最終メンバーで、朴贊浩（パク・チャンホ）と李承燁（イ・スンヨプ）といった海外組や前大会で負傷の経歴がある金東柱（キム・ドンジュ）など、出場を渋っている選手たちが最後まで出場を固辞する時に備えてのメンバー構成であった。

#### 予備エントリー提出
朴賛浩、金東柱などが出場を固辞したため、これらの選手たちをはずして2009年1月16日にWBCの事務局に提出する予備エントリーの45人が確定された。その後、旅券紛失の理由で合宿に参加できなかった金炳賢（キム・ビョンヒョン）をエントリーから外し、内野手の羅州煥（ナ・ジュファン、SKワイバーンズ）を入れた。

#### 出場選手確定
2月中旬からハワイで行われた合宿を経て、2009年2月23日に次項のように2009 ワールド・ベースボール・クラシックに出場する28人の選手が選ばれた。選ばれなかった選手はWBCで定められた予備エントリーとして、故障などに備えての交代要員になる。その後も、大会開幕直前の3月4日、練習試合で不振を極めた黄斗盛（ファン・ドゥソン）を外し、代わりに投手の林泰勲（イム・テフン、斗山ベアーズ所属）をエントリーに入れた。

## 試合結果
詳細は2009 ワールド・ベースボール・クラシック A組、2009 ワールド・ベースボール・クラシック 1組、2009 ワールド・ベースボール・クラシック 決勝トーナメントを参照。

## 出場選手
| ポジション | 背番号 | 氏名                          | 所属球団                             | 投 | 打 | 備考                                                       |
| ---------- | ------ | ----------------------------- | ------------------------------------ | -- | -- | ---------------------------------------------------------- |
| 監督       | 81     | 金寅植 （キム・インシク）     | ハンファ・イーグルス監督             |    |    |                                                            |
| コーチ     | 80     | 金城漢 （キム・ソンハン）     |                                      |    |    | ヘッドコーチ                                               |
| コーチ     | 79     | 楊相汶 （ヤン・サンムン）     | ロッテ・ジャイアンツ二軍監督         |    |    | 投手コーチ                                                 |
| コーチ     | 78     | 李順喆 （イ・スンチョル）     |                                      |    |    | 打撃コーチ                                                 |
| コーチ     | 77     | 柳仲逸 （ユ・ジュンイル）     | 三星ライオンズコーチ                 |    |    | 守備走塁コーチ                                             |
| コーチ     | 76     | 金敏浩 （キム・ミンホ）       | 斗山ベアーズコーチ                   |    |    | 守備コーチ                                                 |
| コーチ     | 75     | 姜盛友 （カン・ソンウ）       | 三星ライオンズコーチ                 |    |    | バッテリーコーチ                                           |
| コーチ     | 71     | 孫奕 （ソン・ヒョク）         | ハンファ・イーグルスインストラクター |    |    | コンディショニングコーチ                                   |
| 投手       | 1      | 孫敏漢 （ソン・ミンハン）     | ロッテ・ジャイアンツ                 | 右 | 右 |                                                            |
| 投手       | 11     | 李在雨 （イ・ジェウ）         | 斗山ベアーズ                         | 右 | 右 |                                                            |
| 投手       | 12     | 林昌勇 （イム・チャンヨン）   | 東京ヤクルトスワローズ               | 右 | 右 |                                                            |
| 投手       | 13     | 張洹三 （チャン・ウォンサム） | ヒーローズ                           | 左 | 左 |                                                            |
| 投手       | 17     | 呉昇桓 （オ・スンファン）     | 三星ライオンズ                       | 右 | 右 | のち阪神タイガース                                         |
| 投手       | 19     | 鄭現旭 （チョン・ヒョンウク） | 三星ライオンズ                       | 右 | 右 |                                                            |
| 投手       | 20     | 李承浩 （イ・スンホ）         | SKワイバーンズ                       | 左 | 左 |                                                            |
| 投手       | 21     | 鄭大炫 （チョン・デヒョン）   | SKワイバーンズ                       | 右 | 右 |                                                            |
| 投手       | 28     | 尹錫珉 （ユン・ソクミン）     | 起亜タイガース                       | 右 | 右 |                                                            |
| 投手       | 31     | 金廣鉉 （キム・グァンヒョン） | SKワイバーンズ                       | 左 | 左 |                                                            |
| 投手       | 32     | 林泰勳 （イム・テフン）       | 斗山ベアーズ                         | 右 | 右 | 黄斗盛（ファン・ドゥソン）に代わり追加招集                 |
| 投手       | 51     | 奉重根 （ポン・チュングン）   | LGツインズ                           | 左 | 左 |                                                            |
| 投手       | 99     | 柳賢振 （リュ・ヒョンジン）   | ハンファ・イーグルス                 | 左 | 右 |                                                            |
| 捕手       | 26     | 朴勍完 （パク・キョンワン）   | SKワイバーンズ                       | 右 | 右 |                                                            |
| 捕手       | 47     | 姜珉鎬 （カン・ミンホ）       | ロッテ・ジャイアンツ                 | 右 | 右 |                                                            |
| 内野手     | 2      | 崔廷 （チェ・ジョン）         | SKワイバーンズ                       | 右 | 右 |                                                            |
| 内野手     | 6      | 李杋浩 （イ・ボムホ）         | ハンファ・イーグルス                 | 右 | 右 | のち福岡ソフトバンクホークス                               |
| 内野手     | 8      | 鄭根宇 （チョン・グンウ）     | SKワイバーンズ                       | 右 | 右 |                                                            |
| 内野手     | 10     | 李大浩 （イ・デホ）           | ロッテ・ジャイアンツ                 | 右 | 右 | のちオリックス・バファローズおよび福岡ソフトバンクホークス |
| 内野手     | 14     | 高永民 （コ・ヨンミン）       | 斗山ベアーズ                         | 右 | 右 |                                                            |
| 内野手     | 16     | 朴基赫 （パク・キヒョク）     | ロッテ・ジャイアンツ                 | 右 | 右 |                                                            |
| 内野手     | 52     | 金泰均 （キム・テギュン）     | ハンファ・イーグルス                 | 右 | 右 | のち千葉ロッテマリーンズ                                   |
| 外野手     | 5      | 秋信守 （チュ・シンス）       | クリーブランド・インディアンス       | 左 | 左 |                                                            |
| 外野手     | 15     | 李容圭 （イ・ヨンギュ）       | 起亜タイガース                       | 左 | 左 |                                                            |
| 外野手     | 29     | 李宅根 （イ・テククン）       | ヒーローズ                           | 右 | 右 |                                                            |
| 外野手     | 35     | 李晋暎 （イ・ジンヨン）       | LGツインズ                           | 左 | 左 |                                                            |
| 外野手     | 39     | 李鍾旭 （イ・ジョンウク）     | 斗山ベアーズ                         | 左 | 左 |                                                            |
| 外野手     | 50     | 金賢洙 （キム・ヒョンス）     | 斗山ベアーズ                         | 右 | 左 |                                                            |

### 予備エントリー
| ポジション | 氏名                        | 所属球団               | 投 | 打 | 備考 |
| ---------- | --------------------------- | ---------------------- | -- | -- | ---- |
| 投手       | 李恵践 （イ・ヘチョン）     | 東京ヤクルトスワローズ | 左 | 左 |      |
| 投手       | 徐在応 （ソ・ジェウン）     | 起亜タイガース         | 右 | 右 |      |
| 投手       | 宋勝準 （ソン・スンジュン） | ロッテ・ジャイアンツ   | 右 | 右 |      |
| 投手       | 韓基周 （ハン・ギジュ）     | 起亜タイガース         | 右 | 右 |      |
| 投手       | 馬一英 （マ・イリョン）     | ヒーローズ             | 左 | 左 |      |
| 投手       | 尹奎真 （ユン・ギュジン）   | ハンファ・イーグルス   | 右 | 右 |      |
| 捕手       | 趙寅成 （チョ・インソン）   | LGツインズ             | 右 | 右 |      |
| 捕手       | 陳甲龍 （チン・カビョン）   | 三星ライオンズ         | 右 | 右 |      |
| 内野手     | 李承燁 （イ・スンヨプ）     | 読売ジャイアンツ       | 左 | 左 |      |
| 内野手     | 孫時憲 （ソン・シホン）     | 斗山ベアーズ           | 右 | 右 |      |
| 内野手     | 張盛好 （チャン・ソンホ）   | 起亜タイガース         | 左 | 左 |      |
| 内野手     | 趙晟桓 （チョ・ソンファン） | ロッテ・ジャイアンツ   | 右 | 右 |      |
| 内野手     | 羅州煥 （ナ・ジュファン）   | SKワイバーンズ         | 右 | 右 |      |
| 内野手     | 朴鎮萬 （パク・チンマン）   | 三星ライオンズ         | 右 | 右 |      |
| 外野手     | 李炳圭 （イ・ビョンギュ）   | 中日ドラゴンズ         | 左 | 左 |      |
| 外野手     | 金周燦 （キム・ジュチャン） | ロッテ・ジャイアンツ   | 右 | 右 |      |
| 外野手     | 朴栽弘 （パク・チェヒョン） | SKワイバーンズ         | 右 | 右 |      |